# Ben Nevis
Ben Nevis (škotski gaelski: Beinn Nibheis) je najviši vrh Britanskih otoka, a leži na zapadu Škotske. Visina iznosi 1 344 m. Planinu godišnje posjeti 100 000 planinara. Na vrh se prvi uspeo James Robertson 17. kolovoza 1771.
Padine su prekrivene autohtonim borom, hrastom i bukvom te predstavljaju dom mnogim vrstama divljih životinja.